# Tuhobić
 Ovo je glavno značenje pojma Tuhobić. Za naselje u općini Kalinovik, BiH pogledajte Tuhobić (Kalinovik, BiH).
Tuhobić je izdužena planina strmih strana, što se pruža primorskim rubom goranske visoravni, od Gornjeg Jelenja prema Fužinama, duljine 5 km. Osobitost ove planine je da je ovdje izrazita i oštra granica između goranske i primorske vegetacije. Niti na jednoj planini granica između goranskih šuma i primorskih krških terena nije tako oštra i upadljiva kao na Tuhobiću. Na vrhu se nalazi razrušen geodetski stup. Južna padina je travnata dok je sjeverna obrasla šumom.
Na Tuhobiću se razlikuju tri posve različite regije, visinski dio i dvije padine. Glavno su obilježje visinskog dijela blagi oblici pokriveni bujnim livadama koje sežu do samog vrha. Na primorsku stranu planinski hrbat se spušta blago, dok se na drugu stranu prema dolini Lepenice spušta strmo. Nakon obilaska okolnih planina ovdje se oči planinara odmaraju i uživaju u pitomoj prirodi, osobito u proljeće kad je Tuhobić mirišljavi cvjetni sag.
S vršnoga travnatog bila strmih strana pruža se lijep vidik na Riječki zaljev, Učku, Snježnik, Risnjak i Medviđak, a u dubini na izviđački dom Lepenica, jezera Lepenicu i Bajer te na riječku autocestu s obje strane tunela.
S grebenskog dijela uspona stalno su otvoreni vidici na Kvarner, Učku i Ćićariju, te s jugozapadne strane na Grobničke Alpe i NP Risnjak sa sjeverozapadne strane. Na istočnoj strani su lijepi vidici prema Bitoraju, Viševici, Zagradskom vrhu i Bjelolasici.